# Oskar Emil Schiøtz

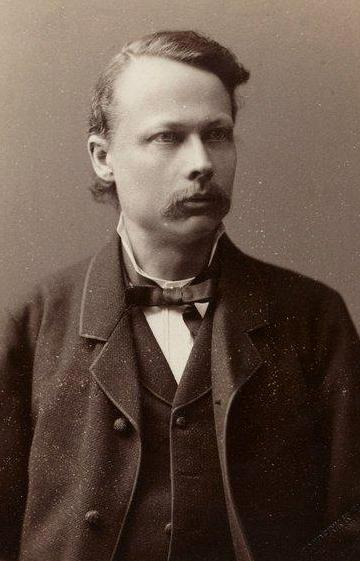
Oskar Emil Schiøtz.

Oskar Emil Schiøtz, född 3 oktober 1846 i Stavanger, död i februari 1925, var en norsk fysiker och geolog; bror till Hjalmar August Schiøtz.

## Biografi
Schiötz blev 1875 professor i fysik i Kristiania. Han var ledamot i Kommissionen for mål og vægt (1889), Norske gradmålingskommissionen (1891), ordförande i elektricitetskommissionen (1897) och ledamot av patentkommissionen (från 1911 Styret for det industrielle retsvern) sedan 1898. 
Förutom Lærebok i fysik (1879-81; fjärde upplagan 1896) författade han en mängd avhandlingar, i synnerhet om den atmosfäriska elektriciteten, om reflexion av longitudinella vågrörelser, pendeliakttagelser, lufttrycket, tyngdkraften, osmotiskt tryck, havsströmmar o.s.v., för det mesta offentliggjorda i Kristiania videnskabsselskabs skrifter. 
Som geolog befattade han sig särskilt med Undersøgelser över sparagmit-kvarts-fjeldet i den østlige deel af Hamar stift längs svenska gränsen (i "Nyt magazin for naturvidenskaberne" 1873, 1882 och 1890). Han var ledamot av Geologiska Föreningen i Stockholm.